# Nazionale olimpica di calcio dell'Ungheria
La nazionale olimpica ungherese di calcio  è la rappresentativa calcistica dell'Ungheria che rappresenta l'omonimo stato ai giochi olimpici. I suoi tre successi, alle olimpiadi del 1952, del 1964 e del 1968 (due dei quali consecutivi), rappresentano il record per la competizione olimpica maschile.

## Palmarès

### Tornei Internazionali
- Torneo Olimpico di calcio: 3 (record)

1952, 1964, 1968

## Statistiche dettagliate sui tornei internazionali
Nota bene: come previsto dai regolamenti FIFA, le partite terminate ai tiri di rigore dopo i tempi supplementari sono considerate pareggi.

### Giochi olimpici
| Anno | Luogo             | Piazzamento     | V | N | P | Gol  |
| ---- | ----------------- | --------------- | - | - | - | ---- |
| 1952 | Helsinki          | Oro             | 5 | 0 | 0 | 20:2 |
| 1956 | Melbourne         | Ritirata        | - | - | - | -    |
| 1960 | Roma              | Bronzo          | 4 | 0 | 1 | 17:6 |
| 1964 | Tokyo             | Oro             | 5 | 0 | 0 | 22:6 |
| 1968 | Città del Messico | Oro             | 5 | 1 | 0 | 18:3 |
| 1972 | Monaco di Baviera | Argento         | 5 | 1 | 1 | 18:7 |
| 1976 | Montréal          | Non qualificata | - | - | - | -    |
| 1980 | Mosca             | Non qualificata | - | - | - | -    |
| 1984 | Los Angeles       | Non qualificata | - | - | - | -    |
| 1988 | Seul              | Non qualificata | - | - | - | -    |
| 1992 | Barcellona        | Non qualificata | - | - | - | -    |
| 1996 | Atlanta           | Primo turno     | 0 | 0 | 3 | 3:7  |
| 2000 | Sydney            | Non qualificata | - | - | - | -    |
| 2004 | Atene             | Non qualificata | - | - | - | -    |
| 2008 | Pechino           | Non qualificata | - | - | - | -    |
| 2012 | Londra            | Non qualificata | - | - | - | -    |
| 2016 | Rio de Janeiro    | Non qualificata | - | - | - | -    |
| 2020 | Tokyo             | Non qualificata | - | - | - | -    |
| 2024 | Parigi            | Non qualificata | - | - | - | -    |

## Tutte le rose

### Giochi olimpici
Calcio ai Giochi Olimpici Estivi 19521 Gellér, 2 Grosics, 3 Buzánszky, 4 Lantos, 8 Dalnoki, 9 Lóránt, 10 Bozsik, 11 Kovács, 12 Zakariás, 13 Budai, 14 Csordás, 15 Kocsis, 16 Hidegkuti, 18 Palotás, 19 Puskás, 20 Czibor, CT: Sebes
Calcio ai Giochi Olimpici Estivi 1960P Faragó, P Szentmihályi, P Török, D Dalnoki, D Dudás, D Kovács, D Mészöly, D Novák, D Várhidi, C Göröcs, C Orosz, C Rákosi, C Solymosi, A Albert, A Dunai, A L. Pál, A T. Pál, A Sátori, A Vilezsál, CT: Volentik - Baróti
Calcio ai Giochi Olimpici Estivi 19641 Szentmihályi, 2 Csernai, 3 Novák, 4 Káposzta, 5 Orbán, 6 Ihász, 7 Szepesi, 8 Palotai, 9 I. Nagy, 10 G. Nagy, 11 Komora, 12 Varga, 13 Bene, 14 Dunai, 15 Farkas, 16 Katona, 17 Orosz, 18 Nógrádi, 19 Gelei, CT: Lakat
Calcio ai Giochi Olimpici Estivi 19681 Fatér, 2 Novák, 3 L. Dunai, 4 Páncsics, 5 Menczel, 6 Szűcs, 7 Fazekas, 8 Varga, 9 Kocsis, 10 A. Dunai, 11 Nagy, 12 Keglovich, 13 Bicskei, 14 Noskó, 15 Juhász, 16 Szalay, 17 Sárközi, 18 Básti, 19 Szarka, CT: Lakat
Calcio ai Giochi Olimpici Estivi 19721 Géczi, 2 Vépi, 3 Páncsics, 4 Juhász, 5 Szűcs, 6 Vidáts, 7 Kozma, 8 Tóth, 9 A. Dunai, 10 Kű, 11 Váradi, 12 Kovács, 13 Rapp, 14 E. Dunai, 15 Branikovits, 16 Bálint, 17 Kocsis, 18 Básti, 19 Rothermel, CT: Illovszky
Calcio ai Giochi Olimpici Estivi 19961 Szűcs, 2 Hrutka, 3 Sebők, 4 Mátyus, 5 Pető, 6 Lendvai, 7 Dombi, 8 Sándor, 9 Szanyó, 10 Lisztes, 11 Egressy, 12 Molnár, 13 Madar, 14 Zavadszky, 15 Preisinger, 16 Szatmári, 17 Dragóner, 18 Sáfár, 19 Herczeg, 21 Bükszegi, CT: Dunai
NOTA: Per le informazioni sulle rose precedenti al 1952 visionare la pagina della Nazionale maggiore.